# 九鼎酒
九鼎酒是河南南乐出产的一种白酒。源於改革开放初期，当地于1979年成立的岳古酒厂，聘请茅台酒厂酒师王恒义为指导顾问，以多次到茅台酒厂考察学习的赵前宝总师主持研发酱香型白酒，成功之后以酒厂之名冠名“岳古酒”。推出后虽受欢迎，并被称为“北方茅台”，但1990年代酒厂因市场和体制等问题最终破产停产。包括前总师在内的部分前酒厂职工于次年自发组成民企重启生产，但因没有得到原商标，遂命名其产品为“九鼎酒”。 九鼎酒乃以高粱和小麦为原料酿成的酱香型白酒，推出后和原先产品一样受欢迎，并被称为“豫北茅台”，并于外省酒和河南本省一线产品的竞争下，开拓了外省销路，且研发出浓香型白酒。现产品包括九鼎和第一龙两个系列。